# Соснова (Тюменская область)
Соснова — деревня в Вагайском районе Тюменской области, входит в состав Фатеевского сельского поселения.

## География
Деревня находится не далеко от реки Иртыш. Автомобильное сообщение. Остановка автобуса Соснова в 1500-ах метрах от деревни.

## Население
| 2010 |
| ---- |
| 13   |